# شای
شای،در اساطیر مصر باستان به عنوان خدای سرنوشت،محافظ از بدو تولد تا مرگ پنداشته می‌شده‌است.

## نمادشناسی
شای به هیأت مردی به شکل بز و گاه به هیأت یک افعی که زیر خشت چالۀ تولد،که به شکل سر مسخنت است،ترسیم کرده‌اند.

## اعتقادات بر این خدا
این خدا به همراه مسخنت و تاورت در هنگام به دنیا آمدن کودکی بر او پدیدار می شدند و سرنوشت او را رقم می زندند.